# 교황 레오 12세
교황 레오 12세(라틴어: Leo PP. XII, 이탈리아어: Papa Leone XII, 1760년 8월 22일 ~ 1829년 2월 10일)는 제252대 교황(재위: 1823년 9월 28일 - 1829년 2월 10일)이다. 세속명은 안니발레 세르마테이 델라 젠가(이탈리아어: Annibale Sermattei della Genga)이다.

## 생애
1760년 8월 22일 이탈리아의 스폴레토 근처 카스텔로델라젠가에서 태어났다. 그는 오시모에서 기초 교육과정을 배우고 로마에서 콜레지오 피체노와 교회귀족학원에서 공부한 뒤, 사제로 서품된 후 바로 교황 비오 6세의 시종이 되었다. 1792년에는 성 베드로 대성당의 의전관이 된 후 이듬해 티르의 명의 대주교와 루체른과 스위스와 쾰른의 교황 사절로 일하였다. 그 때는 나폴레옹 보나파르트가 천하를 주름잡던 시대였다. 1805년 교황 비오 7세는 그를 프로이센 왕국과 협상하도록 라티스본의 의회에 파견하였다. 그 후 비오 7세가 나폴레옹에 의해 포로로 감금되자 교황청 외교관직을 사임하고 몬티첼리의 수도원에 은퇴하였다. 1814년 잠시 동안 프랑스에 사절로 파견되기도 하였다. 프랑스에 늦게 도착하여 무능력자로 지목되어 국무성성 장관 콘살비 추기경에 의해 면직되었다. 1816년 추기경이 되어 시니갈리아의 교구장이 되었다. 건강이 좋지 않아 1818년 사임하고 1820년 로마의 총대리로 일하였다.
교황 비오 7세의 선종 후 개최된 콘클라베는 26일간 지속되었다. 그는 콘살비의 정책을 반대하던 보수파 추기경들에 의해 교황으로 선출되었다.
교황이 된 후 첫 번째 칙서 Ubi primum은 성직자들의 지적, 윤리적인 교육과 규율을 강조하고 위험스러운 교설에 반대할 것을 촉구하였다. 국무성성 장관 콘살비 추기경을 경질하고 델라 소말리아 추기경을 그 자리에 앉혔다.
레오 12세의 주요 관심사는 혼란스러운 교황령의 행정을 재정비하여 성직자들이 교황령을 통치하게 하는 것이었다. 1826년에 칙령을 발표하여 로마에 거주하던 유대인들을 게토에 살게 하고 그들의 영지를 몰수하자 많은 유대인들이 로마를 떠나 버려 교황청은 경제적인 타격을 받게 되었다. 비밀결사대들이 교황령 안에서 혁명을 유발시키고 있었으므로 출판 검열이 보다 강화되었다. 1825년에는 프리메이슨과 카르보나리를 반대하는 칙서 Oua gravioramala를 발표하였다. 그러나 라벤나에서 그들에게 내린 중벌은 교황령 북부 지방에서 혁명가들을 자극하는 결과가 되었다. 재정 적자를 만회해 보려는 레오 12세의 노력은 아무런 결과도 내지 못하였다. 프랑스 혁명으로 인해 교황령에는 여러 신심 행위와 행사들이 사라져 그것을 복구시키려고 노력하였으나 좋은 결과를 내지 못하였고 교황청령의 각 지역들은 독자적으로 독립하려는 경향을 강하게 보이고 있었다.
레오 12세는 유럽의 열강들에 대해서는 양보하는 태도를 취하여 여러 국가들과 제휴하기를 원하였으나 프랑스에 대해서는 왕정 복구와 반(反) 기독교적인 태도에 대해서 비판적인 입장을 취하였다. 에스파냐에 대해서는 아메리카에서의 주도권을 장악하는 것에 반대하였다. 벨기에가 독립을 주장하였으므로 네덜란드에서 로마 가톨릭교회와 개신교의 갈등이 심화되었으나 1827년 빌헬름 1세와 정교 협정을 맺었다. 영국과 아일랜드에 대해서는 로마 가톨릭교회의 해방이 임박하였다. 그리하여 레오 12세의 선종 후 2달 만에 가톨릭교도들도 영국 성공회 신자들과 같이 공민권을 갖게 되었다.
레오 12세는 충천하는 자유주의를 억압하고 옛 통치를 꿈꾸던 통치자들과 뜻을 같이하였으므로 재위 중 많은 문제를 안게 되었다.

## 같이 보기
- 교황 목록